# دبلاندو
دبلاندو (به لاتین: Deblando) یک منطقهٔ مسکونی در گرنادا است که در Saint Andrew Parish, Grenada واقع شده‌است. دبلاندو ۴۶ متر بالاتر از سطح دریا واقع شده‌است.